# Mycosphaerella buxicola
Mycosphaerella buxicola är en svampart som först beskrevs av Augustin Pyrame de Candolle, och fick sitt nu gällande namn av Tomilin 1970. Mycosphaerella buxicola ingår i släktet Mycosphaerella och familjen Mycosphaerellaceae.  Arten är reproducerande i Sverige. Inga underarter finns listade i Catalogue of Life.